# Patrick Stettner
Pour les articles homonymes, voir Stettner.
Patrick Stettner est un réalisateur américain.

## Filmographie
- 2001 : The Business of Strangers
- 2006 : The Night Listener